# Hannibal Hildorf
Hannibal Henrik Hildorf (født 27. september 1979 i Køge) er en dansk sanger, entertainer og clairvoyant.
Hildorf er uddannet som og har arbejdet som social- og sundhedshjælper.
Hildorf er opvokset i Ejby og har medvirket i en del danske tv-programmer som Talent 2008 og Jagten på den 6 sans.